# 山本仁
山本 仁（やまもと まさし、1965年9月13日 - ）は、日本の警察官僚。警察庁生活安全局長。

## 人物・経歴
東京都出身。東京大学経済学部卒業後、1988年警察庁入庁。1991年熊本県警察本部刑事部捜査第二課長。2009年防衛省情報本部電波部長兼内閣官房内閣参事官（内閣情報調査室）。2013年滋賀県警察本部長。2014年警察庁長官官房給与厚生課長。2015年警察庁長官官房総務課長。2017年警視庁交通部長。2018年内閣官房内閣審議官兼内閣官房東京オリンピック競技大会・東京パラリンピック競技大会推進本部事務局セキュリティ推進統括官兼内閣サイバーセキュリティセンター。2020年警察庁長官官房総括審議官兼交通局付兼警備局付。2021年神奈川県警察本部長。2022年警視庁副総監。同年警察庁生活安全局長。2023年退任、警察職員生活協同組合参与。